# エンテロバクチン
エンテロバクチン（Enterobactin、Enterochelin）とは、シデロホアの一種である有機化合物である。主にEscherichia coli やSalmonella typhimurium といったグラム陰性細菌から産生・分泌されることが見出される。
エンテロバクチンはシデロホアの中でも特に第三鉄(Fe3+)への化学親和性が強力であることが知られている(K = 1052 M−1)。この解離定数の値は、EDTA (Kf,Fe3+ ~ 1025 M−1)のといった他の大多数の金属キレート剤のものより大きい。このシデロホアを用いる病原菌は、たとえ低濃度であっても宿主細胞や環境中から生育に必須な鉄を獲得することができる。エンテロバクチンの鉄との錯体はFeEntと表記する。

## 生合成経路

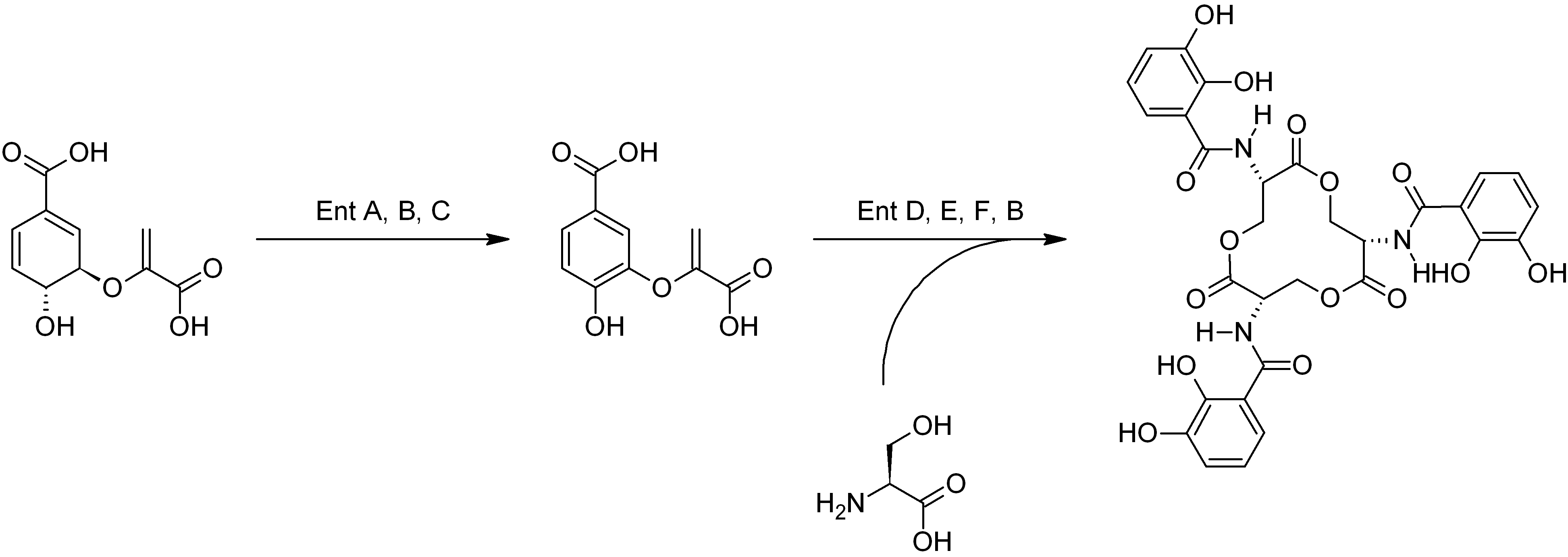
エンテロバクチンの生合成経路

生合成経路としてまず、芳香族アミノ酸の前駆体であるコリスミ酸は一群の酵素（EntA、EntB、およびEntC）によって2,3-ジヒドロキシ安息香酸（DHB）に変換される。このとき、EntD、EntE、EntF、およびEntBによってDHBのアミド基でのL-セリンへの架橋は触媒される。3つのDHB-セリンはそれぞれ分子内環化され、エンテロバクチンとなる。セリンのキラリティーによりエンテロバクチンには相当数の立体異性体が生まれるが、活性があるのはΔ-cis異性体のみである 。

## 作用機序
エンテロバクチンは細胞中の鉄濃度が飢餓状態にまで下がった時に細胞外の環境中へと分泌される。そして、環境中で鉄と配位結合し、FeEntは細胞内へと戻り鉄を供給する。Escherichia coli においては、外膜上の輸送体FepAがFeEntを取り込む入り口となる。外膜からペリプラズムに渡ったFeEntは内膜上のABC輸送体のFepB、C、D、およびGを通して細胞質へと輸送される。
エンテロバクチンと鉄との結合は非常に強固であるため、FeEntから鉄を取り出すためには鉄エンテロバクチンエステラーゼによってFeEntが切断される必要がある。分解産物は3個の2,3-ジヒドロキシベンゾイル-L-セリンである。この切断に伴って鉄の還元(Fe3+ → Fe2+)が起こる。Fe3+/Fe2+–エンテロバクチン複合体の還元電位はpHに依存する。pH6で−0.57 V (vs NHE)、pH7.4で−0.79 V、pH10.4以上で−0.99 Vである。

## 歴史
エンテロバクチンはGibsonとNeilandsのグループによって1970に発見された。最初の研究内容は構造決定と2,3-ジヒドロキシ安息香酸との関係であった。